# Moltrasio
Moltrasio – miejscowość i gmina we Włoszech, w regionie Lombardia, w prowincji Como.
Według danych na rok 2004 gminę zamieszkiwało 1759 osób, 219,9 os./km².